# Puerto Plata (provins)
Puerto Plata är en provins i norra Dominikanska republiken. Den totala folkmängden är cirka cirka 338 000 invånare och den administrativa huvudorten är San Felipe de Puerto Plata. Provinsen har en internationell flygplats, Gregorio Luperóns internationella flygplats. 

## Administrativ indelning
Provinsen är indelad i nio kommuner och tolv kommundistrikt:
- Altamira
  - Rio Grande (kommundistrikt)
- Guananico
- Imbert
- Los Hidalgos
  - Navas (kommundistrikt)
- Luperón
  - Belloso (kommundistrikt)
  - El Estrecho De Luperón Omar Bross (kommundistrikt)
  - La Isabela (kommundistrikt)
- Puerto Plata
  - Maimón (kommundistrikt)
  - Yásica Arriba (kommundistrikt)
- Sosúa
  - Cabarete (kommundistrikt)
  - Sabaneta De Yásica (kommundistrikt)
- Villa Isabela
  - Estero Hondo (kommundistrikt)
  - Gualete (kommundistrikt)
  - La Jaiba (kommundistrikt)
- Villa Montellano